# 曹氏二宅
曹氏二宅为位于中国安徽省黄山市歙县徽城镇打箍井街20号、22号的一处民居建筑，属古徽州府城内，距离许国石坊不远。该建筑由富商曹霆声建于清末民初，坐西朝东，包括相邻的南、北两宅，均为二进三开间，建筑面积994平方米，呈典型的徽派建筑风格，内部砖、石、木雕精美。1949年后被徽城镇派出所占用，也因此在文化大革命破四旧运动中幸免而得以保存。2004年修缮，目前用作文物保管所。